# Yankee Hill (Kalifornija)
Yankee Hill je naseljeno područje za statističke svrhe u američkoj saveznoj državi Kalifornija. Prema popisu stanovništva iz 2010. u njemu je živjelo 333 stanovnika.